# Issia Wazi
Issia Wazi FC is een Ivoriaanse voetbalclub uit Issia die uitkomt in de MTN Ligue 1. In 2012 degradeerde de club uit de hoogste klasse. 

## Erelijst
- Beker van Ivoorkust

Winnaar: 2006
Finalist: 2007

## Bekende (oud-)spelers
- Ascal Angan
- Sylvain Kaboré
- Abdoulaye Boli
- Mohamed Diallo
- Victorien Djedje
- Alhassane Dosso
- Jean Orlin Goré
- Lago Júnior (In 2008 Ivoriaans topscorer met 17 doelpunten)
- Guyan Kante
- Koffi Marcelin
- Fousseni Sanguisso
- Timité Sekou
- Emmanuel Umoh
- Wilfried Bony (In 2007 clubtopscorer met 6 doelpunten)
- Maixent Koré Zagre
- Aristide Benoit Zogbo